# Голубой пикардийский спаниель
Голубой пикардийский спаниель (фр. Épagneul bleu de Picardie) — порода собак, выведенная в Пикардии для охоты на водоплавающую птицу в труднопроходимой местности. Является родственником пикардийского спаниеля. Голубой пикардийский спаниель — редкая порода.

## История
Во Франции было выведено 5 пород спаниелей: бретонский, понт-одемерский, французский, пикардийский и голубой пикардийский. Первые спаниели во Франции появились с Ближнего Востока во время крестовых походов; французские рыцари отправлялись в походы вместе со своими охотничьими собаками и гончими, которые скрещивались с арабскими собаками. Со временем спаниели разделились на несколько региональных типов.
Регион Пикардия, особенно территория вокруг залива Сомма, был излюбленным местом охотников на водоплавающих птиц. К концу XX века британские охотники возили своих сеттеров через Ла-Манш, чтобы поохотиться во Франции. Когда в Великобритании ввели запрет на ввоз собак, охотникам пришлось оставлять собак во Франции насовсем. Пикардийских спаниелей скрещивали с английскими и гордонскими сеттерами, в результате чего появился голубой пикардийский спаниель.
Первый серо-голубой спаниель был зарегистрирован в 1875 году и был показан на выставке в 1904 году как французский спаниель. В 1921 году был основан клуб обычных и голубых пикардийских спаниелей. Голубой пикардийский спаниель был выделен как отдельная порода из-за характерного серовато-чёрного крапчатого цвета и синей пигментации кожи. Более чем через 30 лет, в 1954 году, порода была признана FCI, а в 1995 году — и Канадским Кеннел-клубом.

## Внешний вид

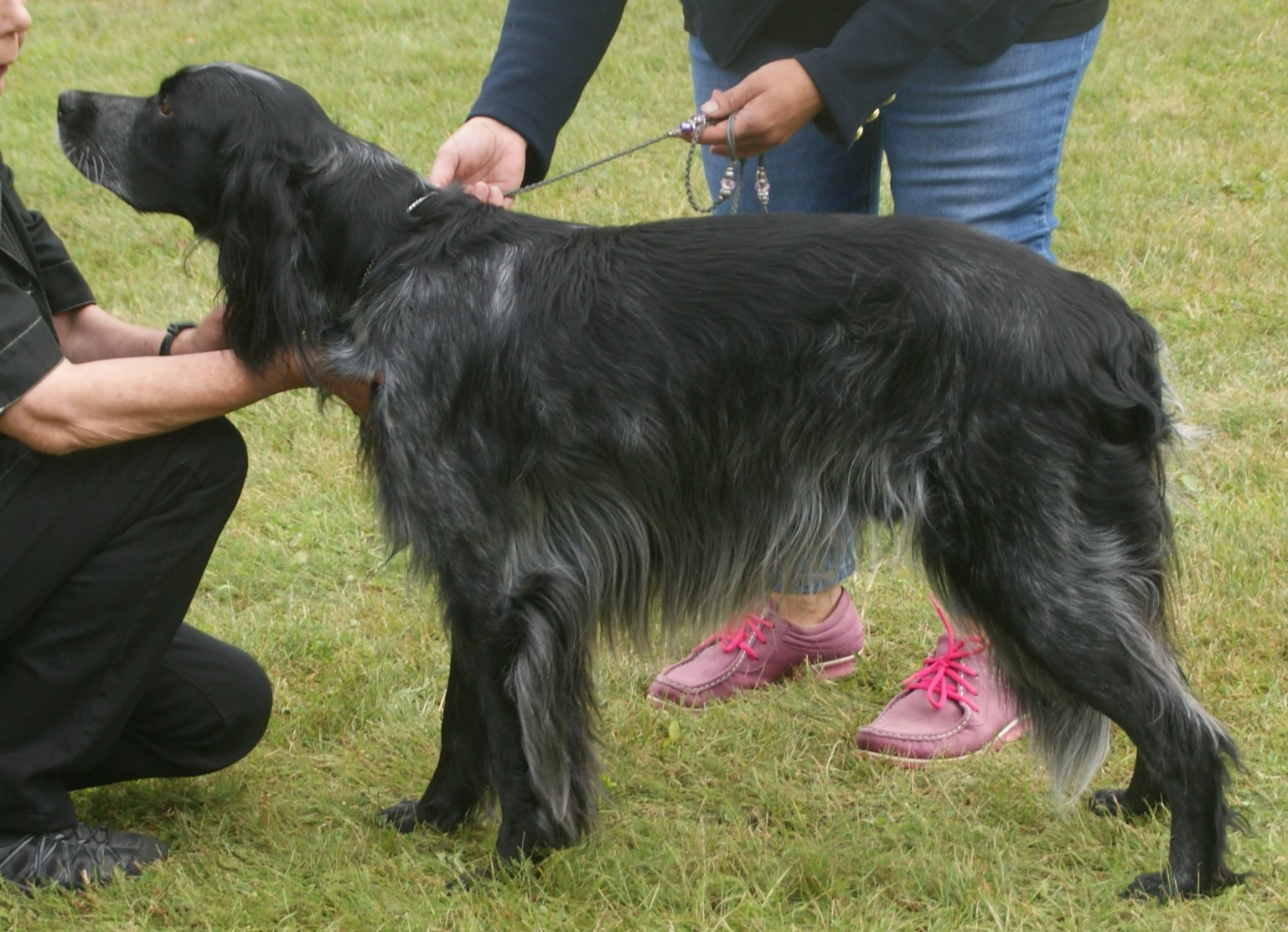

Приземистая, хорошо сложенная собака. Окрас серо-чёрный с голубоватым отливом. Рост спаниеля 57—60 см, вес 20,5 кг.
Череп овальный и широкий, морда длинная и квадратная, нос большой. Глаза темные и большие. Уши висячие, обильно покрыты шерстью. Спина и поясница не длинные, хорошо развитые, грудь глубокая, ребра выпуклые. Хвост не длинее скакательного сустава, не крючком. Ноги сильные и мускулистые, лапы округлые, широкие, обильно покрыты шерстью.
Шерсть прямая или немного волнистая, ноги и хвост хорошо покрыты шерстью.

## Характер и темперамент
Голубой пикардийский спаниель — активная и выносливая собака с хорошо развитым охотничьим инстинктом. Тем не менее у породы спокойный нрав, она ладит с другими домашними животными и детьми. В случае необходимости может защитить членов семьи.

## Содержание и уход
Спаниель легко обучается и нуждается в ежедневных длительных физических нагрузках. Порода уживается в городской квартире при наличии нужного количества физических нагрузок. Шерсть необходимо расчесывать раз в неделю.

## Здоровье
У породы нет известных генетических болезней. Голубые пикардийские спаниели могут быть склонны к ушным инфекциям из-за висячих ушей, как у всех спаниелей. Средняя продолжительность жизни составляет тринадцать лет.